# گمینا ژارنوویتس
گمینا ژارنوویتس (به لهستانی:  Gmina Żarnowiec) یک گمینا در لهستان است که در شهرستان زاویرچیه واقع شده‌است. گمینا ژارنوویتس ۱۲۴٫۷۷ کیلومتر مربع مساحت و ۴٬۹۶۰ نفر جمعیت دارد.